# Ulrich Nußbaum

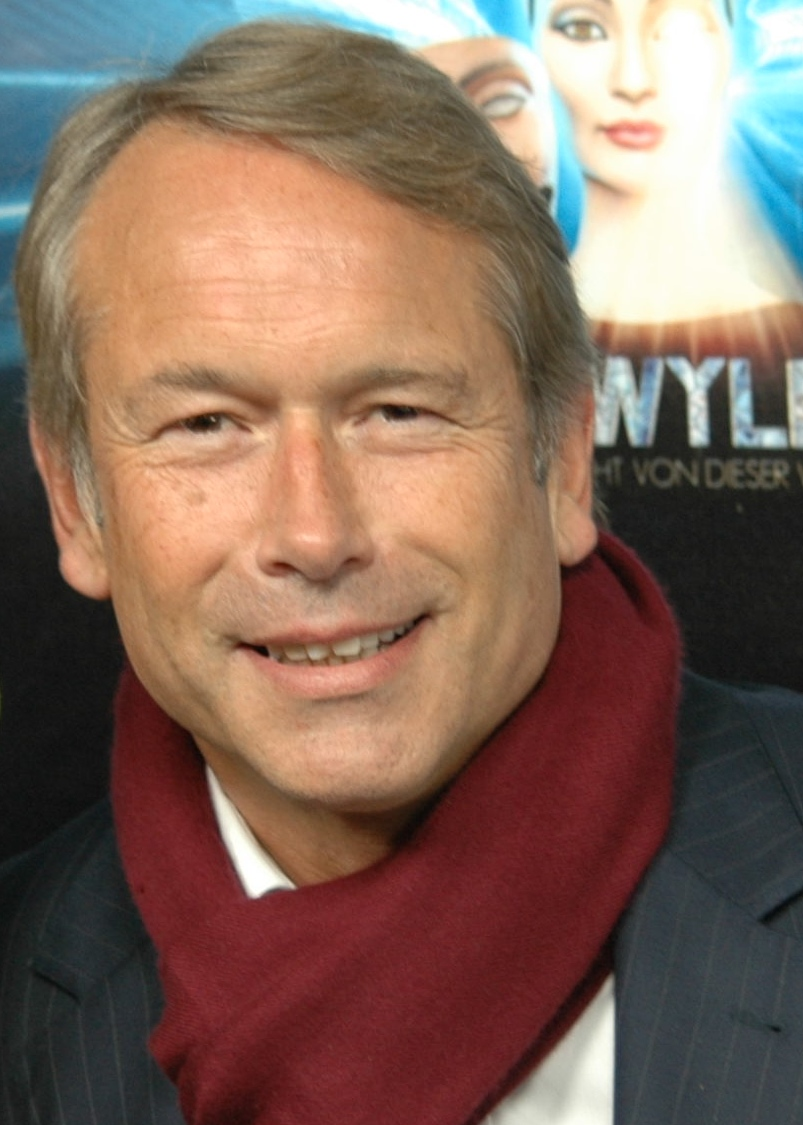
Ulrich Nußbaum (2014)

Ulrich Nußbaum (* 10. April 1957 in Trassem, Landkreis Trier) ist ein deutscher Jurist und parteiloser Politiker. Er war von 2018 bis 2021 Staatssekretär im Bundesministerium für Wirtschaft und Energie. Zuvor war er von 2009 bis 2014 Finanzsenator des Landes Berlin und von 2003 bis 2007 Senator für Finanzen der Freien Hansestadt Bremen.

## Biografie

### Ausbildung und Beruf
Nußbaum machte sein Abitur 1976. Er studierte an den Universitäten von Saarbrücken, Genf, Straßburg und London Rechts- und Politikwissenschaft. Er beschloss sein Studium 1984 mit der Promotion zum Dr. jur. mit einer Dissertation zum Thema Rohstoffgewinnung in der Antarktis. 1985 legte er das Zweite juristische Staatsexamen in Saarbrücken ab. 1989 erhielt er die Zulassung als Rechtsanwalt.
Anschließend war er, teilweise als Geschäftsführer, in verschiedenen fischereinahen Unternehmen sowie in diversen Führungspositionen in den Bereichen Verwaltung, Finanzen und Handel tätig. Seit 1998 ist er Gesellschafter der SLH Sea Life Harvesting Gruppe Bremerhaven. 1996 bis 2003 und 2007 bis 2009 war er Vizepräsident der Industrie- und Handelskammer Bremerhaven.
Von 2015 bis April 2018 war er Vorsitzender des Präsidiums des Deutschen Verkehrsforums.

### Politik
Von 2003 bis Juni 2007 war Nußbaum Bremer Senator für Finanzen. Nach den Bürgerschaftswahlen 2007 sollte er, der vom damaligen Bürgermeister Henning Scherf (SPD) in die Politik geholt wurde, im Senat von Bürgermeister Jens Böhrnsen (SPD) das Wirtschafts- und Justizressort übernehmen. Nußbaum verzichtete aber überraschend nur einen Tag nach seiner offiziellen Nominierung. Als Grund nannte er, dass er am Rande der rot-grünen Koalitionsverhandlungen von SPD-Landeschef Uwe Beckmeyer einen Brief erhalten habe, mit dem er zum Parteieintritt gedrängt werden sollte.
Am 19. Februar 2009 wurde Nußbaum von Klaus Wowereit, dem Regierenden Bürgermeister von Berlin, als Nachfolger von Thilo Sarrazin als neuer Berliner Finanzsenator vorgestellt. Er trat das Amt am 1. Mai 2009 an. Am 3. Dezember 2009 wurde Nußbaum für das Jahr 2010 zum Vorsitzenden der Finanzministerkonferenz gewählt. Nach den Berliner Abgeordnetenhauswahlen 2011 wurde Nußbaum am 28. November 2011 von Wowereit erneut als Finanzsenator von Berlin in der großen Koalition nominiert. Am 17. Oktober 2014 kündigte er seinen Rücktritt für den 11. Dezember 2014 an. Dies begründete er mit seinem fortgeschrittenen Alter und einer persönlichen Entscheidung. Die Wahl des SPD-Bürgermeisterkandidaten habe darauf keinen Einfluss. Sein Nachfolger wurde im Dezember 2014 Matthias Kollatz-Ahnen.
Am 16. April 2018 wurde Nußbaum unter Bundesminister Peter Altmaier (CDU) zum Staatssekretär im Bundesministerium für Wirtschaft und Energie ernannt. Im Dezember 2021 schied er aufgrund der Bildung des Kabinetts Scholz aus dem Amt aus.

### Ehemalige Aufsichtsratsmandate
- Aufsichtsratsvorsitzender der Berlinovo Immobilien Gesellschaft mbH
- Aufsichtsratsvorsitzender der Berliner Stadtreinigung (BSR)
- Aufsichtsratsvorsitzender der Berliner Verkehrsbetriebe (BVG)
- Mitglied des Aufsichtsrates der Berliner Wasserbetriebe (BWB)
- Mitglied des Aufsichtsrates der Charité
- Mitglied des Aufsichtsrates der Vivantes Netzwerk für Gesundheit GmbH

### Lehrtätigkeiten
Von 1993 bis 2003 hatte Nußbaum eine Lehrtätigkeit am Europa-Institut der Universität des Saarlandes.
2004 wurde er Lehrbeauftragter für Europäisches Wirtschaftsrecht an der Universität Bremen.
Seit 2010 ist Nußbaum Honorarprofessor für Internationales und Europäisches Recht & Finanzbeziehungen an der Jacobs University Bremen.

### Weitere Mitgliedschaften und Ehrenämter
Nußbaum ist seit 2000 Kaufmännisches Mitglied der Stiftung Haus Seefahrt.